# ألان جوليان
ألان جوليان (بالإنجليزية: Alan Julian)‏ (11 مارس 1983 في المملكة المتحدة - ) هو لاعب كرة قدم بريطاني في مركز حراسة المرمى. شارك مع منتخب أيرلندا الشمالية تحت 21 سنة لكرة القدم. أما مع النوادي، فقد لعب مع ستيفيناغ بوروه ونادي برينتفورد ونادي غيلينغهام ونيوبورت كونتي ونادي بروملي ونادي دارتفورد وساتون يونايتد.

## وصلات خارجية
- ألان جوليان على موقع قاعدة بيانات كرة القدم.إي يو (الإنجليزية)
- ألان جوليان على موقع Soccerbase.com (لاعب) (الإنجليزية)
- ألان جوليان على موقع Soccerway.com (الإنجليزية)